# Episannina modesta
Episannina modesta là một loài bướm đêm thuộc họ Sesiidae. Nó được tìm thấy ở Cameroon.